# Peeter Tulviste

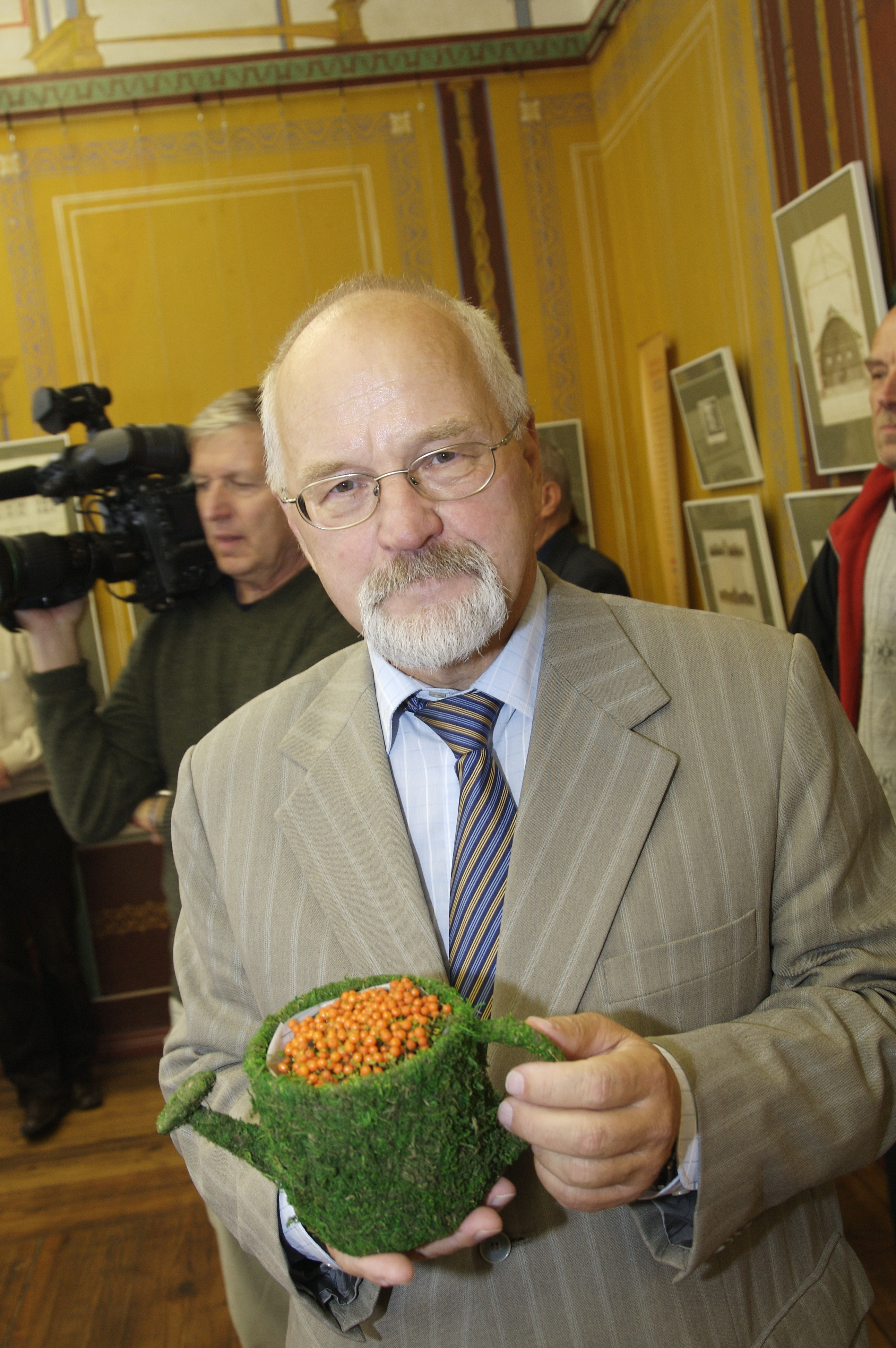
Peeter Tulviste, 2007

Peeter Tulviste (* 28. Oktober 1945 in Tallinn; † 11. März 2017 in Tartu) war ein estnischer Psychologe, Politiker und Rektor der Universität Tartu.

## Leben
Tulviste machte 1964 in Tallinn Abitur und studierte anschließend an der Lomonossow-Universität Moskau Psychologie. Nach seinem 1969 erfolgten Abschluss trat er eine Stelle an der Universität Tartu an und war parallel dazu von 1971 bis 1974 in der Aspirantur. 1975 verteidigte er seinen Kandidatentitel in Moskau, 1987 errang er dort den Doktortitel. Ab 1988 war er in Tartu Professor für Psychologie, von 1991 bis 1993 Dekan der Philosophischen Fakultät und von 1993 bis 1998 Rektor der Universität. Seit 1994 war Tulviste Mitglied der Estnischen Akademie der Wissenschaften, deren kurzzeitiger Vizepräsident er ebenfalls war. Er war Gastprofessor an der Clark University (1989, 1990–1991) und der Universität Hamburg (1992).

## Wissenschaftliche Tätigkeit
Tulviste konzentrierte sich in seiner Forschungstätigkeit auf das Sozialverhalten sowie die Entwicklung von Sprache und Denken bei Kindern. Ferner beschäftigte er sich mit Kulturpsychologie und betrieb Feldforschungen bei indigenen Völkern Zentral- und Ostasiens.
Tulviste übersetzte aus dem Russischen (Fachbücher) und Deutschen (Literatur, z. B. Hans Magnus Enzensberger, Robert Musil, Albert Schweitzer).

## Politische Tätigkeit
Tulviste war 1980 einer der Unterzeichner des Briefes der Vierzig, in dem estnische Intellektuelle gegen die Russifizierung Estlands protestierten. Von 1999 bis 2001 war er Vorsitzender des Stadtrats von Tartu, 2001 kandidierte er auch bei der Präsidentschaftswahl in Estland, unterlag jedoch gegen (den späteren Wahlsieger) Arnold Rüütel und Toomas Savi, sodass er nicht in die Stichwahl kam. Von 2003 bis 2011 war er für die Partei Isamaa ja Res Publica liit im estnischen Parlament.

## Auszeichnungen
- 1995 Königlicher Nordstern-Orden (I. Klasse)
- 1998 Orden des Staatswappens (IV. Klasse)
- 1998 Ehrendoktor der Staatlichen Universität Woronesch
- 2006 Orden des Staatswappens (III. Klasse)